# Сайпл (гора)
Сайпл (англ. Mount Siple) — неактивный щитовидный вулкан и высочайшая точка одноименного острова (около Антарктиды), находится в северо-западной части острова.
Высота вулкана достигает 3110 м над уровнем моря.
По состоянию на 2007 год официальных восхождений на вершину зарегистрировано не было.
Вулкан покрыт постоянным ледником.
Возраст вулкана неизвестен, но из-за характеристик, схожих с вулканом Эребус, его оценивают примерно в 1 миллион лет. Размеры кальдеры достигают 4 × 5 км.
Последнее извержение исследователи датируют голоценом.
Своё название, как и остров, вулкан получил в честь американского антарктического исследователя Пола Сайпла (1908—1968).